# Chloraea piquichen
Chloraea piquichen es una especie de orquídea de hábito terrestre originaria de Sudamérica.

## Descripción
Es una  orquídea de tamaño grande que prefiere el clima fresco. Tiene hábito terrestre.  La planta tiene las hojas lanceoladas, de color verde intenso: Florece en la primavera y principios del verano en una inflorescencia terminal, erecta, de 8-20 cm de largo, con 6-15  flores.

## Distribución
Se encuentra en los márgenes de los bosques de la Patagonia Argentina.